# Emmanuel Sanon
Emmanuel ("Manno" of "Manu") Sanon (Port-au-Prince, 25 juni 1951 – Orlando, 21 februari 2008) was een Haïtiaanse voetballer, die internationale beroemdheid verwierf tijdens het Wereldkampioenschap voetbal 1974 in West-Duitsland.  In 1999 werd hij uitgeroepen tot Haïtiaans sportman van de (twintigste) eeuw.

## Wereldkampioenschap voetbal 1974
Na een historische kwalificatieronde in Port-au-Prince (zone Noord-Amerika /CONCACAF), waarin Haïti onder meer topfavoriet Mexico en Trinidad en Tobago achter zich liet, plaatste de Haïtiaanse nationale ploeg zich als eerste land uit de Caraïben voor de eindfase van een wereldkampioenschap voetbal. Ondanks een loodzware loting, in een groep met Italië, Polen (dat uiteindelijk derde zou eindigen van de eindfase) en Argentinië, en een voorspelbare laatste plaats in deze groep (met een negatief doelsaldo van 12 doelpunten), zouden de sportieve prestaties van Emmanuel Sanon niet ongemerkt blijven.
Niet alleen scoorde Sanon beide doelpunten van Haïti tijdens de eindfase - tot op heden nog steeds de enige goals die ooit door het Caraïbische land op een Wereldkampioenschap voetbal werden gescoord - maar zijn openingsdoelpunt tegen Italië, vroeg in de tweede helft, maakte ook een einde aan een historische reeks van 1.142 minuten (oftewel ruim 12 wedstrijden) waarin de legendarische Italiaanse doelman Dino Zoff ongeslagen was gebleven. Italië zou de wedstrijd uiteindelijk met 3-1 winnen, maar Sanon had zijn plaats in de geschiedenisboeken verdiend. Zijn tweede doelpunt scoorde hij in de slotwedstrijd tegen Argentinië, wedstrijd die door Haïti met 4-1 werd verloren.

## Verdere voetbalcarrière
Na zijn opgemerkte prestaties op het Wereldkampioenschap voetbal 1974 ruilde Manu Sanon zijn Haïtiaanse club Don Bosco uit Petionville voor de Belgische club Beerschot, waar hij tot 1980 bleef. Volgens de legende was het een Vlaams missionaris op Haïti die hem de raad had gegeven in België te gaan voetballen.  Hij speelde er onder meer onder Rik Coppens - die hem met succes aan het Europese voetbal zou laten aanpassen - en naast Juan Lozano (die later onder meer bij Anderlecht en Real Madrid zou uitblinken), Jan Tomaszewski (misschien de bekendste Poolse doelman aller tijden), Walter Meeuws (die ook voor Club Brugge en Ajax Amsterdam zou spelen, om later onder meer Belgische bondscoach te worden) en Arto Tolsa. In 1979 won hij met deze club de Beker van België na een 1-0-overwinning tegen Club Brugge. In deze wedstrijd gaf Sanon de beslissende assist voor het enige doelpunt, dat door Johan Coninx werd gescoord. Landstitels zou hij niet veroveren, maar zijn innemende persoonlijkheid en vooral zijn talent, techniek en snelheid maakten dat hij op handen werd gedragen.
Met Haïti had hij intussen nipt de kwalificatie voor het Wereldkampioenschap voetbal 1978 gemist.  Haïti eindigde in de finaleronde van de CONCACAF-zone op de tweede plaats, achter Mexico, dat zich voor de eindronde kwalificeerde.
In 1980 vertrok Emmanuel Sanon - enigszins in onmin met het bestuur van Beerschot na een mislukte transfer naar Anderlecht - richting Verenigde Staten van Amerika, waar hij zijn voetbalcarrière bij Miami en later San Diego zou verderzetten en beëindigen na een zware knieblessure.
Tussen 1999 en 2000 was hij nog Haïtiaans bondscoach.
Tot op heden is hij nog steeds Haïtiaans topscorer aller tijden, met 47 doelpunten in internationale wedstrijden.  Hij droeg als bijnaam de "zwarte Cruijff".

## Privé-leven - overlijden
Op 21 februari 2008 overleed Sanon na een lang ziekbed op 56-jarige leeftijd aan alvleesklierkanker. Hij liet een vrouw en vier kinderen achter.

## Biografie
In 2001 verscheen een biografie over Sanon onder de titel "Toup pou yo".